# Hiperorjakinja
Hiperorjakinja je masivna zvezda, večja je celo od nadorjakinj, in ima maso tudi do 100 Sončevih mas. Zvezda dosega zgornji konec, torej zgornjo mejo za mase zvezd (120 Sončevih mas; nekatere celo še več, zaradi česar se ravnovesje ne more obdržati; zvezda ustvarja toliko energije, da bi izgubljala maso če bi presegla 120 Sončevih mas). Nekatere hiperorjakinje delajo videz kot da imajo celo več kot 100 Sončevih mas, in da naj bi imele v začetku svoje življenjske poti maso celo od 200 do 250 večjo od mase Sonca, kar daje na preizkus veljavne teorije o tvorbi zvezd in njihovemu razvoju. Hiperorjakinje prištevajo k najbolj svetlim in masivnih zvezdam nasploh – imajo lahko od tisočkrat do milijonkrat večji izsev on našega Sonca – njihove efektivne temperature površja so med 3500 °K in 35.000 °K. Po navadi zlivajo jedrski material, vodik in helij približno od 1 do 3 milijonov let, preden postanejo supernove, ali, v izjemno redkih primerih, v hipernove. Teoretiki predvidevajo, da naj bi hiperorjakinja po eksploziji supernove ali hipernove zapustila gosto in masivno zvezdno črno luknjo.
O hiperorjakinjah vemo (relativno) malo, ker so izjemno redke. Do nedavnega, so v naši galaksiji poznali samo 7 primerov hiperorjakinj. Lahko imajo različne barve: modra po navadi nakazuje, da je zvezda vroča, medtem ko rdeča nakazuje hladno zvezdo. Rumene hiperorjakinje obstajajo, vendar pa nestabilnosti v zvezdini notranjosti pri ustreznih temperaturah in visokem tlaku naredijo še bolj redke kot druge hiperorjakinje.

## Znane hiperorjakinje
Svetle modre orjakinje
Najbolj masivne svetle modre spremenljivke so označene kot hiperorjakinje, in so dejansko najsvetlejše zvezde, ki jih poznamo :
- - P Laboda (P Cyg), v severnem ozvezdju Laboda.
  - S Zlate ribe (S Dor), v bližnji galaksiji Velikem Magellanovem oblaku, v južnem ozvezdju Zlate ribe. To ozvezdje je bila lokacija za supernovo 1987A.
  - Eta Gredlja (η /Eta/ Car), znotraj Keyholove meglice (NGC 3372) v južnem ozvezdju Gredelj. Eta Gredlja je izjemno masivna, verjetno od 120 do 150 krat več kot naše Sonce, in zato z velikanskim izsevom 5,000,000.
  - Zvezda Pištola, blizu središča naše galaksije Rimske ceste, v ozvezdju Strelca. Po vsej verjetnosti je tudi do 150 krat masivnejša kot naše Sonce, in ima izsev 10 milijonov Sonc.
  - Številne zvezde v kopici 1806-20, na drugi strani Rimske ceste. Ena izmed teh zvezd, LBV 1806-20, je trenutno najbolj masivna znana zvezda, verjetno ima maso med od 130 do 200 Sonc, in je zaradi tega tudi najbolj svetla, ima izsev med od 2 milijonoma do 40 milijonov Sonc.

Rumene hiperorjakinje
Rumene hiperorjakinje tvorijo izjemno redek razred zvezd:
- - Ro Kasiopeje (ρ Cas), v severnem ozvezdju Kasiopeji, ima izsev približno 500,000 Sonc.
  - HR 8752
  - IRC plus 10420|IRC+10420

Rdeče hiperorjakinje
- - NML Laboda	=	NML Cygni
  - VX Strelca	=	VX Sagittarii
  - S Perzeja	=	S Persei